# Canonici regolari di San Giorgio in Alga

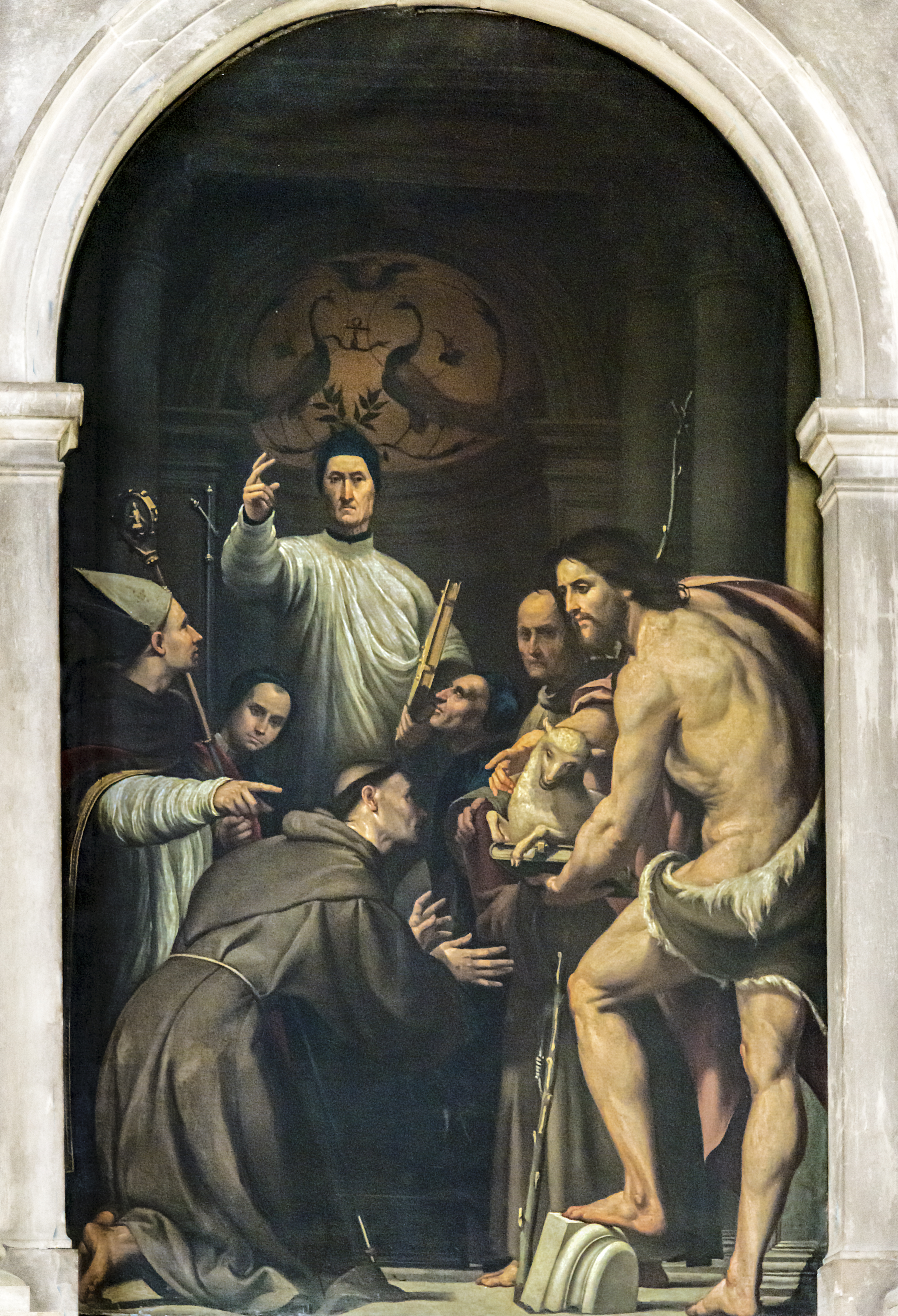
Dipinto del Pordenone conservato nelle Gallerie dell’Accademia diVenezia, raffigurante san Lorenzo Giustiniani e altri santi

I canonici regolari (in origine secolari) di San Giorgio in Alga (Congregatio Canonicorum Sancti Georgii in Alga Venetiarum) erano i membri di un'antica congregazione di chierici, oggi dissolta. Sorti a Venezia verso la fine del Trecento a opera di un gruppo di nobili, presero il nome dal monastero sull'isola di San Giorgio in Alga dove si radunarono nel 1404. Ebbero un ruolo fondamentale nel movimento di riforma della vita religiosa dei primi decenni del XV secolo. Nel 1568 ai canonici furono imposti la regola di sant'Agostino e i voti che li trasformarono da "secolari" in "regolari". Furono soppressi nel 1668.

## Storia
Le origini della congregazione risalgono a una comunità di chierici (molti dei quali preti) e laici provenienti da nobili famiglie venete che, verso la fine del Trecento, iniziò a riunirsi in palazzo Correr per pregare, meditare e discutere sul rinnovamento della vita cristiana. Il gruppo prese poi sede nel monastero abbandonato di San Niccolò del Lido, dove iniziò a condurre una vita di ritiro e povertà.
Divenuto priore commendatario del monastero agostiniano di San Giorgio in Alga, dove vivevano solo due frati conversi, Ludovico Barbo invitò la comunità a trasferirvisi: papa Bonifacio IX, con bolla del 15 marzo 1404, affidò l'esecuzione del progetto di trasferimento del gruppo nel monastero ad Angelo Barbarigo, vescovo di Cisamo, e il 30 ottobre 1404 la comunità si insediò canonicamente in San Giorgio in Alga.
Il vescovo Barbarigo formulò dodici articoli che sarebbero stati alla base delle costituzioni della congregazione: i canonici sarebbero stati chierici tenuti alla vita comune e alla povertà, ma senza voti (erano quindi "secolari"); avrebbero condotto una vita di solitudine e preghiera, senza escludere le opere di apostolato attivo; la loro spiritualità sarebbe stata fondata sulla meditazione della vita di Cristo; il superiore sarebbe durato in carica un anno e non avrebbe goduto di nessun onore prelatizio.
La comunità originale era composta da diciassette giovani chierici: i preti Antonio Correr, Gabriele Condulmer, Stefano Morosini, Francesco Barbo, Matteo di Strada, Romano de Rudellis e Luca d'Este; i diaconi Marino Querini, Lorenzo Giustiniani, Michele Condulmer, Giovanni Picenardi, Simone Persico e Giovanni de Mussis; i suddiaconi Angelo Gastaldis, Agostino Serdonato, Marco Condulmer e Domenico Morosini.
Sorsero presto altri centri di vita religiosa sul modello di San Giorgio in Alga (San Giacomo di Monselice, San Giovanni Decollato di Padova, Santi Fermo e Rustico a Lonigo, Sant'Agostino a Vicenza, Sant'Angelo e San Giorgio in Braida a Verona) e nel 1424 le case furono riunite in una congregazione. Fu istituita la carica (annuale) di superiore generale e il primo a essere eletto fu Lorenzo Giustiniani.
La comunità adottò l'abito proprio di molti capitoli canonicali del tempo: veste celeste, lunga cotta bianca per le funzioni religiose e camauro come copricapo. Per il colore del loro abito, i canonici erano popolarmente chiamati "celestini".
L'elezione al papato di Gabriele Condulmer (Eugenio IV) e la nomina di Lorenzo Giustiniani prima a vescovo di Castello e poi a primo patriarca di Venezia diedero un grande prestigio alla congregazione, contribuendo a farla conoscere ovunque e permettendone la diffusione. Sorsero presto le canoniche di Vilar de Frades in Portogallo, di San Giacomo a Mazara, di San Gregorio a Bologna, di San Giuliano a Rimini, di San Salvatore in Lauro a Roma. Ma, anche nel periodo di maggiore splendore (1485), il numero delle comunità non superò mai la trentina e i suoi membri furono sempre scarsi.
Nel 1568 papa Pio V, applicando i canoni del Concilio di Trento, impose ai canonici l'adozione di una regola (fu scelta quella di sant'Agostino) e la professione dei voti solenni (quindi, da "secolari", i canonici divennero "regolari").
La vita religiosa iniziò a decadere agli inizi del Seicento: nel 1602 papa Clemente VIII (bolla Quae ad religiosorum) dovette intervenire per imporre il ritorno dei canonici all'originale tonaca blu, che era stata abbandonata in favore di un abito bianco, più elegante e costoso, e nel 1638 il capitolo generale condannò il lusso e l'indolenza dei canonici più giovani, l'abbandono degli studi, delle opere di pietà e dei buoni costumi.
Accogliendo l'istanza del governo veneto, denunciando la "decadenza dello spirito primitivo", il "rilassamento della disciplina" e altre "gravissime e giuste cause", papa Clemente IX sciolse la congregazione con la bolla Romanus pontifex del 1668. I beni della congregazione furono devoluti alla Serenissima che li impiegò per finanziare la guerra contro i turchi.